# Destin
Destin ist eine Stadt im Okaloosa County im US-Bundesstaat Florida. Das U.S. Census Bureau hat bei der Volkszählung 2020 eine Einwohnerzahl von 13.931 ermittelt.

## Geographie
Destin befindet sich auf einer Barriereinsel zwischen der Choctawhatchee Bay im Norden und dem Golf von Mexiko im Süden. Die Stadt liegt rund 50 km südlich von Crestview sowie etwa 70 km östlich von Pensacola. Sie ist nach Crestview und Fort Walton Beach die drittgrößte Stadt der Metropolregion Fort Walton Beach.

## Demographische Daten
Laut der Volkszählung 2010 verteilten sich die damaligen 12.305 Einwohner auf 13.290 Haushalte. Viele davon sind Ferienwohnungen, die als Zweitwohnsitz genutzt werden. Die Bevölkerungsdichte lag bei 631,0 Einw./km². 90,1 % der Bevölkerung bezeichneten sich als Weiße, 1,5 % als Afroamerikaner, 0,3 % als Indianer und 2,1 % als Asian Americans. 3,1 % gaben die Angehörigkeit zu einer anderen Ethnie und 3,0 % zu mehreren Ethnien an. 6,5 % der Bevölkerung bestand aus Hispanics oder Latinos.
Im Jahr 2010 lebten in 25,2 % aller Haushalte Kinder unter 18 Jahren sowie 24,8 % aller Haushalte Personen mit mindestens 65 Jahren. 60,2 % der Haushalte waren Familienhaushalte (bestehend aus verheirateten Paaren mit oder ohne Nachkommen bzw. einem Elternteil mit Nachkomme). Die durchschnittliche Größe eines Haushalts lag bei 2,30 Personen und die durchschnittliche Familiengröße bei 2,78 Personen.
20,3 % der Bevölkerung waren jünger als 20 Jahre, 28,3 % waren 20 bis 39 Jahre alt, 30,3 % waren 40 bis 59 Jahre alt und 21,2 % waren mindestens 60 Jahre alt. Das mittlere Alter betrug 41 Jahre. 50,7 % der Bevölkerung waren männlich und 49,3 % weiblich.
Das durchschnittliche Jahreseinkommen lag bei 63.750 $, dabei lebten 8,3 % der Bevölkerung unter der Armutsgrenze.
Im Jahr 2000 war Englisch die Muttersprache von 95,60 % der Bevölkerung, spanisch sprachen 2,70 % und 1,70 % hatten eine andere Muttersprache.

## Verkehr
Destin wird vom U.S. Highway 98 (SR 30) durchquert.
Die nächsten Flughäfen sind der Destin–Fort Walton Beach Airport (rund 25 km nordwestlich) und der Pensacola International Airport (rund 80 km westlich). Auf dem Stadtgebiet liegt zudem der ausschließlich für nichtkommerzielle Flugaktivitäten zugelassene Destin Executive Airport.